# Право на петицију
Право на подношење петиције влади да исправи неправде људско је право којем се лицу омогућава да поднесе жалбу или затражи помоћ владе, без страха од казне или одмазде.
Члан 44. Повеље Европске уније о основним правима гарантује право на петицију Европском парламенту. Основни закон Савезне Републике Немачке обезбеђује право „надлежним органима и законодавној власти”. Ово право у Сједињеним Америчким Државама додељено је Првим амандманом Устава (1791).